# 鈴木裕 (神経内科医)
鈴木 裕（すずき ゆたか）は、日本の医学者、医師。専門は神経内科学、脳卒中医学、総合診療医学、老年内科学。学位は、博士（医学）。
ふれあい町田ホスピタル院長。元日本大学医学部内科学系総合診療学分野教授(研究所)、元日本大学病院総合診療センター長。

## 略歴
- 1988年3月 - 日本大学医学部卒業[1]
- 1988年6月 - 日本大学医学部神経学教室助手(無給)[1]、日本大学医学部附属板橋病院神経内科
- 1995年3月 - 日本大学大学院医学研究科博士課程修了[1]、医学博士号取得（論文タイトルは『細菌性髄膜炎の脳障害：インフルエンザ桿菌髄膜炎の経時的CT』）[2]
- 1996年6月 - 東京都済生会向島病院神経内科医長[1]
- 1996年7月 - 日本大学医学部神経学教室助手(有給)[1]、日本大学医学部附属板橋病院神経内科
- 1996年8月 - 日本大学医学部神経学教室助手(有給)、日本大学医学部附属板橋病院神経内科病棟医長[1]
- 1997年11月 - 東京都済生会向島病院神経内科医長[1]
- 1998年9月 - ウェスタンオンタリオ大学医学部研究員・客員教授[1]
- 1999年10月 - 日本大学医学部神経学教室助手(有給)、日本大学医学部付属練馬光が丘病院神経内科医長[1]
- 2001年1月 - 日本大学医学部神経学教室助手(有給)、日本大学医学部附属板橋病院神経内科医局長[1]
- 2001年4月 - 日本大学医学部内科学講座[3]助手(有給)、日本大学医学部附属板橋病院神経内科医局長
- 2001年10月 - 日本大学医学部内科学講座助手(有給)、日本大学医学部附属板橋病院神経内科教育医長[1]・医局長・神経機能検査室室長[1]
- 2003年4月 - 日本大学医学部内科学講座講師(専任扱)[1]、日本大学医学部附属板橋病院神経内科教育医長・神経機能検査室室長
- 2004年2月 - 日本大学医学部内科学講座講師(専任扱)、日本大学医学部附属板橋病院神経内科教育医長・病棟医長[1]・神経機能検査室室長
- 2004年4月 - 日本大学医学部内科学講座神経内科部門[3]専任講師[1]、日本大学医学部附属板橋病院神経内科教育医長・病棟医長・神経機能検査室室長
- 2004年8月 - 日本大学医学部内科学講座神経内科部門専任講師、日本大学医学部附属板橋病院神経内科教育医長・病棟医長
- 2006年5月 - 日本大学医学部内科学講座神経内科部門専任講師、日本大学医学部附属板橋病院神経内科教育医長・外来医長[1]
- 2007年4月 - 日本大学医学部内科学系神経内科学分野[3]専任講師、日本大学医学部附属板橋病院神経内科教育医長・外来医長
- 2008年5月 - 日本大学医学部内科学系神経内科学分野専任講師、日本大学医学部附属板橋病院神経内科外来医長
- 2010年3月 - 日本大学医学部内科学系神経内科学分野専任講師、日本大学医学部付属練馬光が丘病院神経内科科長[1]
- 2010年12月 - 日本大学医学部内科学系神経内科学分野准教授[1]、日本大学医学部付属練馬光が丘病院神経内科科長
- 2012年4月 - 日本大学医学部内科学系神経内科学分野准教授、日本大学医学部附属板橋病院神経内科特任科長[1]
- 2012年6月 - 日本大学医学部内科学系神経内科学分野准教授・診療教授[1]、駿河台日本大学病院神経内科部長
- 2014年10月 - 日本大学医学部内科学系神経内科学分野准教授・診療教授、日本大学病院内科科長[1]
- 2015年11月 - 日本大学医学部内科学系総合内科・総合診療医学分野教授(研究所)[1]、日本大学病院内科科長
- 2018年4月 - 日本大学医学部内科学系総合診療学分野教授(研究所)[1]、日本大学病院内科科長
- 2020年4月 - 日本大学医学部内科学系総合診療学分野教授(研究所)、日本大学病院総合診療センター長[1]・内科科長
- 2022年3月 - 日本大学病院総合診療センター長を退任
- 2024年3月 - 日本大学を定年退職
- 2024年4月 - ふれあい町田ホスピタル院長